# Храм Матроны Московской (Белгород)
Храм Блаже́нной Матро́ны Моско́вской — православный храм в Белгороде, рядом с Белгородской областной клинической больницей Святителя Иоасафа.

## История
27 августа 2003 года состоялось торжественное освящение краеугольного камня на месте строительства церкви на территории областной клинической больницы. Возведение храма по проекту архитектора Виктора Яковлевича Бусыгина было завершено в 2004 году. Храм был освящён 2 мая 2004 года архиепископом Белгородским и Старооскольским Иоанном в честь Блаженной Матроны Московской. 23 сентября 2008 года в храм доставлялся ковчег с частицей её мощей.

## Духовенство
- Настоятель — протоиерей Бережной Сергей Сергеевич (с 1 марта 2022 года)[4][5].